# Уде (Француска)
Уде (фр. Audeux) насеље је и општина у источној Француској у региону Франш-Конте, у департману Ду која припада префектури Безансон.
По подацима из 2011. године у општини је живело 435 становника, а густина насељености је износила 248,57 становника/km². Општина се простире на површини од 1,75 km². Налази се на средњој надморској висини од 275 метара (максималној 285 m, а минималној 219 m).

## Демографија
| 1962. | 1968. | 1975. | 1982. | 1990. | 1999. | 2011. |
| ----- | ----- | ----- | ----- | ----- | ----- | ----- |
| 117   | 149   | 198   | 314   | 320   | 331   | 435   |

График промене броја становника у току последњих година